# Cotonopsis lafresnayi
Cotonopsis lafresnayi, tên tiếng Anh: well-ribbed dovesnail, là một loài ốc biển, là động vật thân mềm chân bụng sống ở biển trong họ Columbellidae.

## Phân bố
Chúng phân bố ở North West Atlantic, Vịnh Maine, Biển Caribe và Tiểu Antilles.

## Hình ảnh

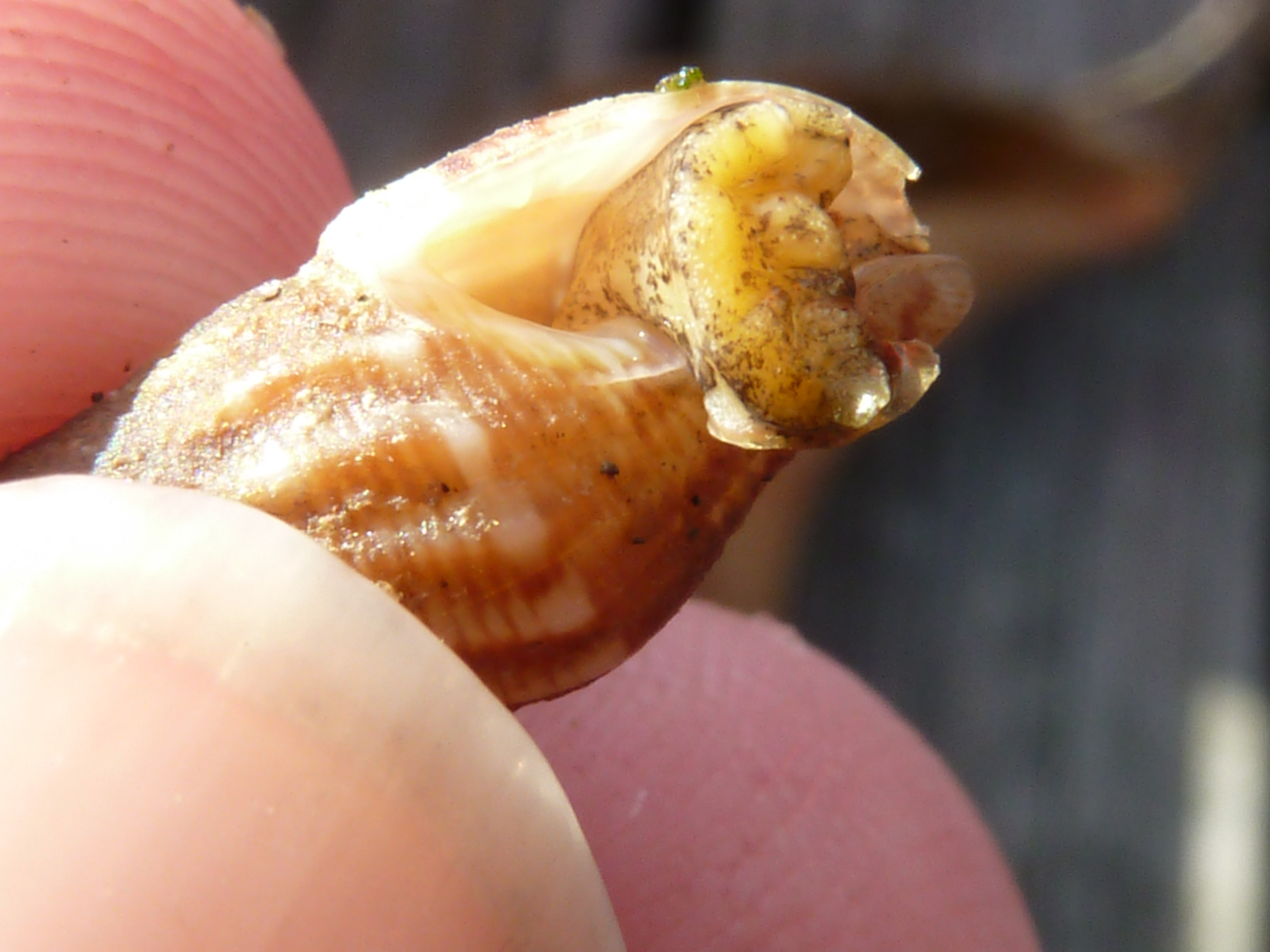
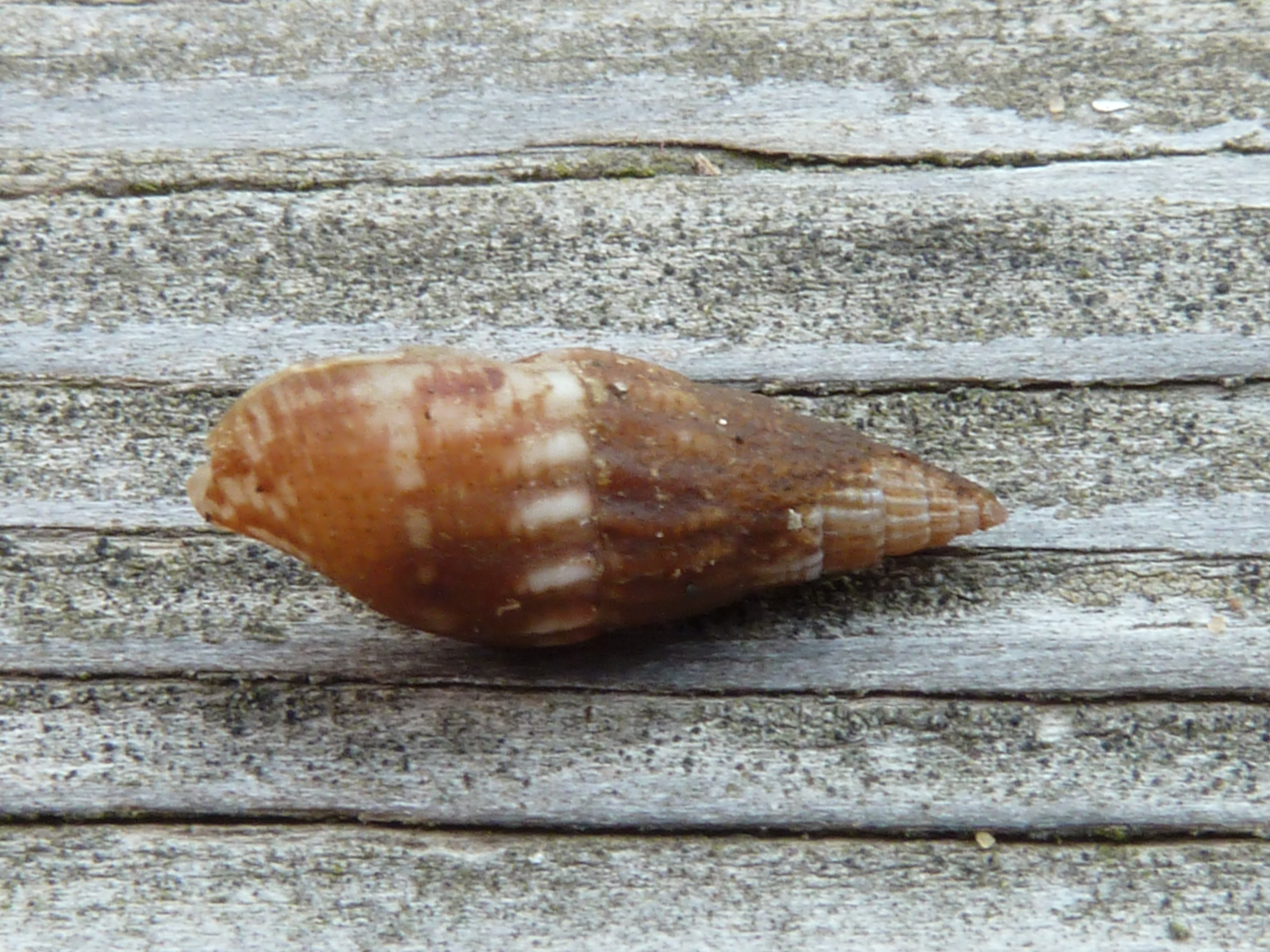